# Antimicobatterico
Un antimicobatterico è un tipo di farmaco, in particolare un antibiotico, usato per trattare le infezioni da micobatteri. 
I micobatteri presentano una parete batterica peculiare, fortemente idrofoba. Questa struttura, pertanto, impedisce il passaggio di numerose classi di antibiotici conferendo al batterio una resistenza naturale a molti di essi.
I principali micobatteri di interesse per la patologia dell'uomo sono il Mycobacterium tuberculosis e il Mycobacterium leprae che causano, rispettivamente, la tubercolosi e la lebbra.
I micobatteri si colorano su vetrino grazie alla colorazione di Ziehl-Neelsen. Questa colorazione evidenzia che la parete batterica è alcol-acido resistente.
La maggior parte dei micobatteri ha un tempo di crescita molto lento che rende necessario effettuare una terapia molto lunga, di un periodo minimo di 6 mesi.

## Antibiotici controMycobacterium tuberculosis
Gli antibiotici attivi contro M. tuberculosis vengono distinti in antibiotici di prima linea, supplementari di prima linea, di seconda linea e dei "nuovi farmaci antitubercolari".

### Prima linea
Gli antibiotici utilizzati in prima linea sono: isoniazide, rifampicina, etambutolo, pirazinamide. I più efficaci farmaci antitubercolari sono l'isoniazide e la rifampicina.
A causa dell'uso errato che si è fatto di questi antibiotici, oggi assistiamo sempre di più alla comparsa di ceppi di M. tuberculosis resistenti a entrambi i farmaci. La tubercolosi provocata da M. tuberculosis resistente sia alla rifampicina sia alla isoniazide è detta tubercolosi multiresistente. In una normale popolazione di M. tubercolosis, nel tempo, insorgono spontaneamente delle mutazioni che rendono resistente il micobatterio agli antibiotici. Poiché la frequenza di insorgenza di resistenza è calcolabile per ogni singolo antibiotico, il trattamento si basa sulla somministrazione di almeno 2 antibiotici (se la frequenza di insorgenza di resistenza al farmaco A è di 10-5 e quella del farmaco B di 10-6, la frequenza di resistenza ad entrambi è di 10-11).
Lo schema più seguito (perché si è visto essere il più efficace) è:
- primi 2 mesi (dalla diagnosi): rifampicina + isoniazide + etambutolo (o streptomicina) + pirazinamide
- ultimi 4 mesi: rifampicina + isoniazide.

#### Antibiotici supplementari di prima linea
Nei casi che lo richiedono, ad esempio per intolleranza a uno dei farmaci di prima linea o in casi di coinfezioni (ad esempio HIV), si possono utilizzare altri antibiotici:
- al posto della rifampicina si utilizzano rifabutina oppure rifapentina
- streptomicina.

### Seconda linea
Questi antibiotici sono utilizzati quando si è in presenza di tubercolosi farmaco-resistente (MDR-TB), nei pazienti intolleranti o allergici ai farmaci di prima linea e/o quando non siano disponibili antibiotici supplementari di prima linea. 
La terapia, nei casi di tubercolosi multi-resistente, deve essere effettuata per un tempo maggiore rispetto ai 6 mesi della prima linea e deve includere almeno 4 antibiotici.
Gli antibiotici di seconda linea sono: fluorochinoloni, capreomicina, viomicina, terizidone, amikacina, kanamicina, etionamide, protionamide, cicloserina, acido para-aminosalicilico e clofazimina.
Lo schema più seguito è:
- primi 8 mesi (dalla diagnosi): fluorochinoloni + un antibiotico iniettabile tra amikacina, kanamicina, capreomicina, viomicina + etionamide o protionamide + cicloserina, terizidone o acido para-aminosalicilico;
- successivi 4 mesi: 
  - se la coltura si negativizza: continuare il ciclo e, al termine dei 4 mesi, eliminare l'antibiotico iniettabile scelto ma continuare la terapia per almeno altri 8 mesi;
  - se la coltura non si negativizza: continuare il trattamento, effettuare un antibiogramma e somministrare un altro antibiotico cui il batterio sia sensibile;
- successivi 8 mesi (a seconda della clinica anche di più): controllare se il paziente risulti guarito e, in tal caso, sospendere il trattamento.

La terapia deve essere di almeno 20 mesi, ma ci possono essere casi in cui essa viene prolungata.
Nel caso di resistenza, oltre ai farmaci di prima linea, anche a tutti i fluorochinoloni e almeno uno tra gli antibiotici iniettabili, si parla di tubercolosi estensivamente resistente (XDR-TB).
La terapia, in questo caso, risulta essere complicata:
- utilizzare tutti gli antibiotici di prima linea potenzialmente efficaci;
- utilizzare un farmaco iniettabile cui il batterio sia sensibile, secondo l'antibiogramma, per almeno 12 mesi;
- utilizzare un fluorochinolone di ultima generazione ad alto dosaggio;
- utilizzare tutti gli antibiotici batteriostatici di seconda linea non precedentemente usati o altri agenti batteriostatici potenzialmente efficaci;
- associare bedaquilina o delamanid e uno o più dei seguenti antibiotici:
  - clofazimina;
  - linezolid;
  - amoxicillina associata ad acido clavulanico;
  - claritromicina;
  - imipenem associato a cilastatina;
  - meropenem;
- se possibile, secondo il responso dell'antibiogramma, somministrare alte dosi di isoniazide;
- considerare l'opzione chirurgica.

In caso di XDR-TB assicurarsi che il paziente assuma correttamente la terapia ed evitare la trasmissione del patogeno.

### Nuovi farmaci antitubercolari
La comparsa di ceppi multiresistenti di M. tuberculosis ha portato alla scoperta di nuove molecole attive sul micobatterio.
Fanno parte di questa classe: linezolid, bedaquilina, delamanid, diamine (SQ109), pirroli (LL3858).
Sono inclusi in questa classe, nonostante siano utilizzati da anni nella pratica clinica, i carbapenemi. 
Gli antibiotici β-lattamici sono ritenuti inefficaci nei confronti di M. tuberculosis in quanto produttore di β-lattamasi di classe A. Poiché i carbapenemi sono substrati meno efficienti di esse, si ritiene utile somministrare questi antibiotici per via endovenosa nei casi più gravi di tubercolosi.

## Antibiotici controMycobacterium leprae
Per alcune forme di lebbra la terapia non è necessaria da subito perché possono guarire spontaneamente.
Gli antibiotici utilizzati nel caso di lebbra sono:
- dapsone
- rifampicina
- clofazimina

Di questi farmaci, solo la rifampicina è dotata di attività battericida.
In vari studi condotti su animali e in trials clinici si è osservato che altre classi antibiotiche sono attive nei confronti di M. leprae: fluorochinoloni (soprattutto moxifloxacina e ofloxacina), streptomicina, amikacina, kanamicina, minociclina, claritromicina, etionamide e protionamide.

## Antibiotici contro altri micobatteri
Esistono molte specie (più di 150) di Mycobacterium non tubercolare dei quali solo una minoranza è patogena per l'uomo. Tra questi sono inclusi: Mycobacterium avium complex, Mycobacterium kansasii, Mycobacterium marinum e Micobatteri a rapida crescita (le colture si positivizzano in 7 giorni). 
Gli antibiotici indicati nel trattamento sono: claritromicina, azitromicina, cefoxitina.